# Christian Wimmer
Christian Wimmer (* 9. Oktober 1992 in Braunschweig) ist ein deutscher Schauspieler und Musiker. Im Film Der Schatz der weißen Falken (2005) verkörperte er als "stiller Olli" eine der Hauptrollen.
Weiterhin wirkte er in unterschiedlichsten Produktionen des Kindersenders Kika mit und war als Reporter für den Tigerenten Club unterwegs.
Im Jahre 2007 gewann Wimmer den Wettbewerb Jugend musiziert im Bereich "Pop Gesang".

## Filmografie
- 2005: Der Schatz der weißen Falken